# Yorkdale (métro de Toronto)
Yorkdale est une station de la ligne 1 Yonge-University du métro, de la ville de Toronto en Ontario au Canada.

## Situation sur le réseau
Établie en surface, la station Yorkdale de la ligne 1 Yonge-University, précède la station Wilson, en direction du terminus Vaughan Metropolitan Centre, et elle est précédée par la station Lawrence West, en direction du terminus Finch.

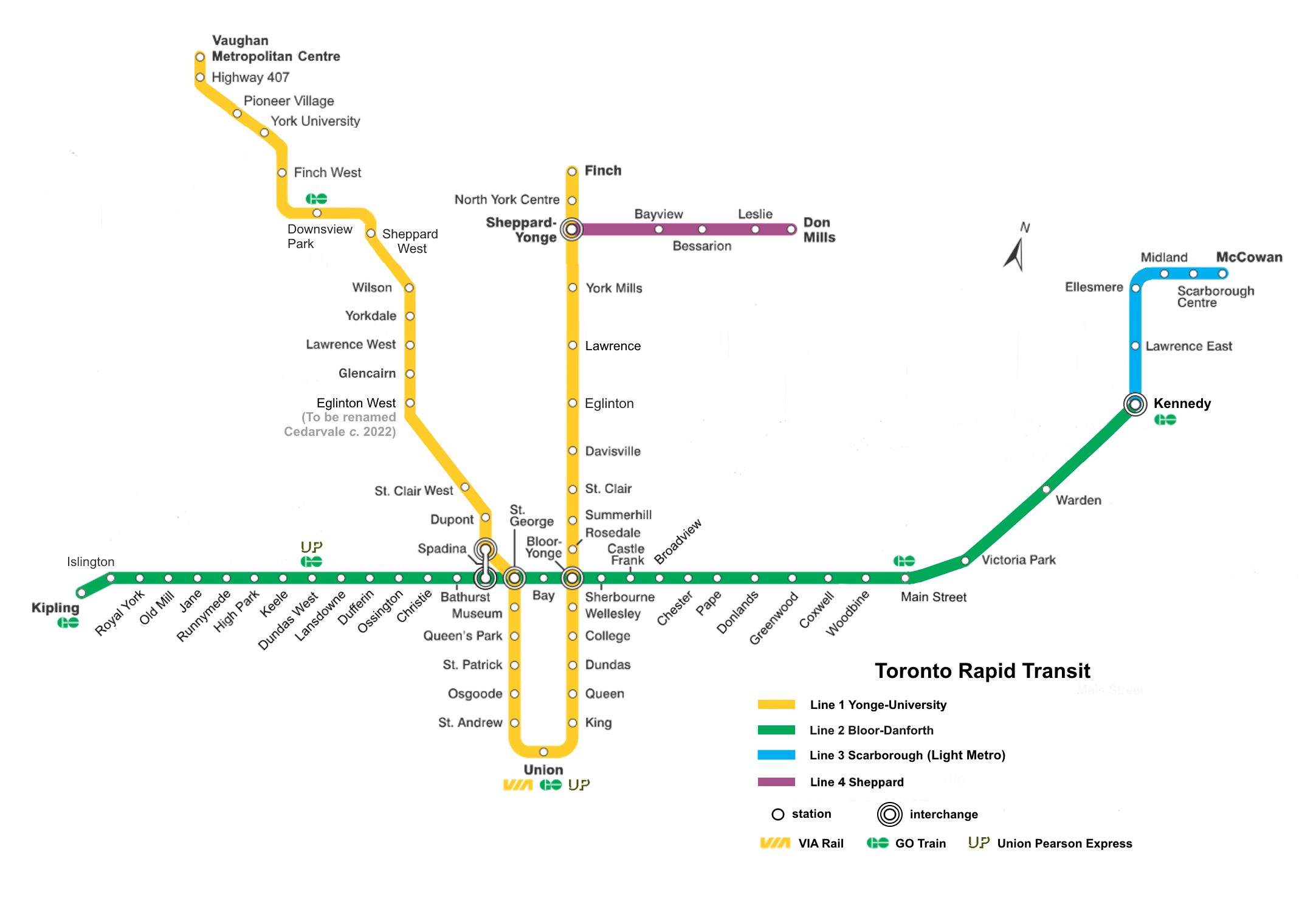
Plan du métro de Toronto (2018).

## Histoire
La station Yorkdale est mise en service le 28 janvier 1978. L'architecture de la station est due à l'architecte canadien Arthur Erickson.

## Services aux voyageurs

### Accès et accueil
La station dispose d'ascenseurs, elle est accessible aux personnes à mobilité réduite.

### Intermodalité
Elle dispose de 1144 places de stationnement incitatif. Elle est desservie par les bus des lignes : 47B/C Lansdowne et 109 Ranee.
Des correspondances sont possibles au Yorkdale Bus Terminal (en) ou opèrent GO Transit et Greyhound Lines (réseau Greyhound Canada).

## À proximité
- Yorkdale Shopping Centre (en)